# Partir un jour (film, 2025)
Pour les articles homonymes, voir Partir un jour (homonymie).
Pour plus de détails, voir Fiche technique et Distribution.
Partir un jour est un film musical français co-écrit et réalisé par Amélie Bonnin, sorti en 2025.
Il s'agit d'une adaptation du court métrage du même nom, de la même réalisatrice. Le film est présenté en ouverture du Festival de Cannes 2025.

## Synopsis
Cécile, enceinte, s'est fait connaître comme cheffe cuisinier en participant à l'émission de télévision Top Chef, et prépare, avec son compagnon et adjoint en cuisine, l'ouverture d'un restaurant gastronomique. Mais elle se voit contrainte de quitter Paris et de retourner temporairement dans son village d'enfance et dans le restaurant routier tenu par ses parents, à la suite d'un infarctus de son père. Durant son séjour dans ce village natal, elle croise Raphaël, son amour de jeunesse.

## Fiche technique
Sauf indication contraire, les informations mentionnées dans cette section peuvent être confirmées par les bases de données cinématographiques  présentes dans la section « Liens externes ».
- Titre : Partir un jour
- Réalisation : Amélie Bonnin
- Scénario : Amélie Bonnin et Dimitri Lucas
- Musique : P.R2B, Keren Ann, Thomas Krameyer, Germain Izydorczyk, Theo Kaiser, Emma Prat, Chilly Gonzales
- Photographie : David Cailley
- Décors : Chloé Cambournac
- Montage : Héloïse Pelloquet
- Son : Rémi Chanaud
- Production : Bastien Daret, Arthur Goisset, Robin Robles, Sylvie Pialat, Benoît Quainon
  - Coproduction : Ardavan Safaee
- Société de production : Topshot Films, Les Films du Worso[2], en coproduction avec Pathé Films, France 3 Cinéma et Logical Content Ventures, en association avec 6 SOFICA
- Société de distribution : Pathé Films
- Budget : 5,6 millions d'euros[3]
- Pays de production :  France
- Langue originale : français
- Genre : film musical, comédie dramatique
- Durée : 94 minutes
- Dates de sortie :
  - France : 13 mai 2025 (Festival de Cannes) ; 14 mai 2025 (sortie nationale)

## Distribution
Sauf indication contraire, les informations mentionnées dans cette section peuvent être confirmées par les bases de données cinématographiques  présentes dans la section « Liens externes ».
- Juliette Armanet : Cécile Béguin
- Bastien Bouillon : Raphaël Tenreiro
- François Rollin : Gérard Béguin, le père de Cécile
- Tewfik Jallab : Sofiane Garbi, le compagnon de Cécile
- Dominique Blanc : Fanfan Béguin, la mère de Cécile
- Mhamed Arezki : Eddy, l’ami de Raphaël
- Pierre-Antoine Billon : Richard, l’ami de Raphaël
- Amandine Dewasmes : Nathalie, la compagne de Raphaël

## Production
Le film est tourné en juin et juillet 2024, en partie à L’Escale, un restaurant routier emblématique de la ville de Perthes ainsi qu'à Strasbourg, Colmar et Saint-Dizier.

## Sortie et accueil
Les critiques du film pour la projection cannoise sont souvent positives,,. À quelques exceptions dont la critique cinématographique publiée par le journal Libération qui reproche au film quelques clichés, des choix de chansons peu surprenants, et de « ronronner d'optimisme ».

### Box-office
| Pays ou région | Box-office      | Date d'arrêt du box-office | Nombre de semaines |
| -------------- | --------------- | -------------------------- | ------------------ |
| France         | 651 384 entrées | en cours                   | 12                 |
| Total mondial  |                 | -                          | -                  |

## Distinction
- Festival de Cannes 2025 : sélection officielle, film d'ouverture[9]